# Saint-Jacques-des-Arrêts
Saint-Jacques-des-Arrêts ist eine Commune déléguée in der französischen Gemeinde Deux-Grosnes mit 119 Einwohnern (Stand 1. Januar 2022) im Département Rhône in der Region Auvergne-Rhône-Alpes. 
Die Gemeinde Saint-Jacques-des-Arrêts wurde am 1. Januar 2019 mit Avenas, Monsols, Ouroux, Saint-Christophe, Saint-Mamert und Trades zur Commune nouvelle Deux-Grosnes zusammengeschlossen. Sie hat seither den Status einer Commune déléguée. Die Gemeinde Saint-Jacques-des-Arrêts gehörte zum Kanton Thizy-les-Bourgs im Arrondissement Villefranche-sur-Saône. Sie grenzt im Norden an Germolles-sur-Grosne, im Nordosten an Cenves, im Osten an Jullié, im Südosten an Vauxrenard, im Süden an Ouroux, im Südwesten an Saint-Mamert und im Westen an Trades.

## Bevölkerungsentwicklung
| Jahr      | 1962 | 1968 | 1975 | 1982 | 1990 | 1999 | 2008 | 2013 |
| --------- | ---- | ---- | ---- | ---- | ---- | ---- | ---- | ---- |
| Einwohner | 211  | 210  | 179  | 147  | 130  | 112  | 112  | 104  |

## Sehenswürdigkeiten
- ehemalige, zum Kloster Avenas gehörende Klosterkirche